# معدن سوارانتس
معدن سوارانتس (ارمنی: Սվարանց հանք؛ انگلیسی: Svarants mine) یک معدن بزرگ در روستای سوارانتس، استان سیونیک در جنوب ارمنستان می‌باشد. سوارانتس یکی از بزرگترین ذخایر آهن در ارمنستان می‌باشد و برآورد می‌شود. ذخایری حاوی ۱.۵ میلیارد تن سنگ آهن با درجه ۴۰٪ را دارا باشد.